# 이병돈
이병돈(1914~2005)은 일제강점기에 활동했던 독립운동가이다.

## 생애
함경남도 신흥에서 태어나 선진 영농기술을 배우려고 중국으로 건너갔다. 1942년 1월 산시성 시안에서 광복군 제2지대 뤄양지구 초모공작(광복군 모집) 담당자를 만나 곧바로 광복군에 입대했다. 군에서 안중근(1879~1910)의 5촌 조카인 안춘생(1912~2011) 등과 함께 축구대회에도 출전해 중국군관학교 팀을 꺾고 우승을 차지했다.
당시 광복군은 미군과 함께 한반도 진공 작전을 추진했다. 미 중앙정보국(CIA)의 전신인 전략사무국(OSS·1942~1945)과 손잡고 한반도와 일본 본토에 침투해 지하공작에 나서려고 했다. OSS 특수훈련을 받은 광복군 대원을 국내에 잠입시켜 교란작전 등을 펼칠 계획이었는데, 이를 ‘독수리 작전’이라고 불렀다.
이병돈은 1945년 4월 OSS 훈련반에 들어가 특수무기반을 수료했다. 국내정진군 사령관 이범석(1900~1972) 휘하에서 한반도 진격 명령을 기다리다가 작전 개시 일주일을 앞두고 광복을 맞았다.
1946년 6월 귀국해 충북 청주에 정착했다. 정부가 독립유공자 제도를 운영하고 있다는 사실조차 모르고 곤궁하게 살았다고 한다. 1985년 9월 광복군 제2지대 직속상관이던 안춘생 당시 독립기념관 건립 추진위원장이 TV에 출연한 것을 보고 반가운 마음에 그에게 연락했다. 안 위원장은 이병돈의 서훈을 돕고자 직접 인우보증(다른 사람 행적의 사실 여부를 보증하는 것)을 서 줬다.
광복군 출신 인권변호사 태윤기(1918~2012)가 쓴 독립운동 수기 ‘회상의 황하’(1975)에도 이병돈의 이름이 광복군으로 소개돼 있었지만 독립유공자 서훈에서 탈락됐다. “객관적 사료가 부족하다”는 이야기만 반복할 뿐 구체적인 사유는 알려주지 않았다. 결국 처음 서훈을 신청한 지 6년이 지난 1992년에야 어렵사리 건국훈장 애국장(4등급)을 받을 수 있었다. 현재 유해는 국립대전현충원에 있다.